# Wood Lake
Wood Lake är en sjö i Kanada.   Den ligger i provinsen British Columbia, i den södra delen av landet, 3 300 km väster om huvudstaden Ottawa. Wood Lake ligger 392 meter över havet. Arean är 9,0 kvadratkilometer. Den sträcker sig 6,7 kilometer i nord-sydlig riktning, och 3,1 kilometer i öst-västlig riktning.
I omgivningarna runt Wood Lake växer i huvudsak barrskog. Runt Wood Lake är det ganska tätbefolkat, med 72 invånare per kvadratkilometer.